# Escut de Torrefeta i Florejacs
L'escut oficial de Torrefeta i Florejacs. té el següent blasonament:
Escut caironat partit: al 1r, de sinople, una torre oberta d'argent; i al 2n, d'argent, una flor (rosa) de gules tijada i fullada de sinople en un test de sable. Per timbre, una corona mural de poble.

## Història
Va ser aprovat el 3 de maig del 2005 i publicat al DOGC el 17 de maig del mateix any.
Torrefeta i Florejacs van unir els termes municipals respectius el 1972 per crear aquest nou municipi (anomenat en un principi Torreflor), el segon de la Segarra en extensió. L'escut fa referència als dos pobles principals i en mostra els senyals parlants tradicionals: la torre de Torrefeta (del llatí Turre fracta, ‘torre trencada, esberlada’) i la flor de Florejacs.